# Lolly Talk
Lolly Talk，是一隊香港女子音樂組合，由八位成員組成，包括曾美欣（MeiMei）、吳倩怡（Sinnie）、劉綺婷（Yanny）、黃詠霖（阿蛋）、鄭芷淇（Elka）、陳紀澄（Tania）、黃敏蕎（阿妹）和郭曉妍（Ah Yo）。
她們皆為香港電視頻道ViuTV選秀節目《全民造星IV》的參賽者。許軼（Day）亦曾為本團之始創成員之一，後因加入COLLAR而未再參與正式出道後的作品。
Lolly Talk於2021年12月25日在YouTube頻道發佈第一段影片，並於2022年4月15日推出首支歌曲《8SEC》。2022年7月11日，推出首支派台歌曲《三分甜》正式出道。

## 歷程

### 2021至2022年：成團初期
2021年，ViuTV舉辦選秀節目《全民造星IV》，旨在培育港產女子組合。整個招募吸引了超過4400人報名，最終選出96位參賽者參與首輪比賽。60強賽事中，黃詠霖、郭曉妍、曾美欣、陳紀澄、鄭芷淇及許軼組成A2組，自選表演項目為跳唱歌曲《Candy Ball》，雖然獲得好評但落敗，鄭芷淇、郭曉妍、曾美欣、陳紀澄於這回合被淘汰。黃詠霖則於25強賽事遭淘汰。
她們與96強參賽者吳倩怡和劉綺婷合作編曲和編舞，以A2組原班人馬拍攝「聖誕特別版《Candy Ball》」回饋支持者，並於12月25日發佈於新開設的YouTube頻道。Lolly Talk起初打算以拍攝YouTube影片為主，故以「Talk」（談話）為名，YouTube頻道上除了發佈唱跳音樂影片之餘，亦有拍攝綜藝影片。隨後，與她們友好的黃敏蕎也獲邀加入Lolly Talk。
2022年1月12日，Lolly Talk其中一名始創成員許軼奪得《全民造星IV》季軍後加入ViuTV（後MakerVille）旗下女團COLLAR，自此沒有參與Lolly Talk的作品。
2022年1月27日至31日，她們於尖沙咀商場擺設年宵攤位。她們預期年宵市集收益能製作一至兩首歌曲。
2022年4月15日，Lolly Talk為《香港電競超級聯賽第二季》宣傳，並推出比賽主題曲《8SEC》，是成團以來首支團歌，於5月2日於各大平台正式上架。

### 2022年：正式出道

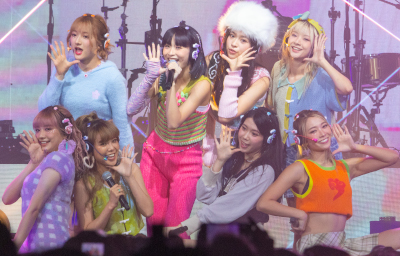
Lolly Talk於2022年「Tone Music 未來音樂祭」演出

2022年6月24日，Lolly Talk於YouTube直播首次演出组合第二首單曲《三分甜》。
2022年7月11日，《三分甜》正式派台，是Lolly Talk第一首派台作品，組合亦在同日正式出道。MV於YouTube上架一個月內，達成100萬點擊，成為該頻道首支達成100萬點擊的MV。
2022年7月31日，Lolly Talk參與在麥花臣場館舉行的「花漾女生音樂祭」，是第一次在音樂會作公開演出。
2022年9月28日，Lolly Talk推出第二首派台單曲《五種愛的密語》。
同年，Lolly Talk獲得新城勁爆頒獎禮「勁爆新人」獎及叱咤樂壇流行榜頒獎典禮「生力軍組合銀獎」。

### 2023年：各大音樂獎項，首次個唱
2023年1月19日，Lolly Talk推出第三首派台單曲《七姊妹星團》，在2月11日成為了香港電台中文歌曲龍虎榜第六週冠軍，又在3月11日成為叱咤903專業推介第十週冠軍，4月8日更登上新城電台勁爆流行榜第十四週冠軍位置，成為她們出道以來首支「三台冠軍歌」，9月16日MV更突破100萬點擊。
2023年5月22日，Lolly Talk推出第四首派台單曲《一把火》，在8月5日成為叱咤903專業推介第三十一週冠軍。
2023年7月11日，一周年見面會上首次演出新歌曲《四方帽之約》。
2023年7月14日，Lolly Talk為叱咤903節目《強大人Get Set Go!》主唱的主題曲《Get Set Go!》正式在電台首播。
2023年7月28日，Lolly Talk為正式出道一週年而推出的團歌《四方帽之約》MV首播，該MV在台灣取景，並有ERROR成員郭嘉駿參與拍攝。7月29日，《四方帽之約》在各大音樂平台正式上架。8月7日，《四方帽之約》正式派台。
2023年8月1日，古巨基公布「I Really Love To Sing」音樂企劃第十回，他與19個音樂單位、30位新晉歌手翻唱於2005年推出並收錄於同名專輯的《星戰》，當中包括Lolly Talk八位成員。
2023年10月13日，Lolly Talk推出第六首派台單曲《二人限定故事》。在12月16日成為新城電台勁爆本地榜第五十週冠軍歌。
2023年11月28至29日，Lolly Talk於九龍灣國際展貿中心Star Hall首次舉行2場演唱會《Lolly Talk Little Things Concert 2023》，並於演唱會上率先獻唱未派台新歌《六度相隔理論》。
2023年12月18日，Lolly Talk於麥花臣場館為相集《Lollytopia》舉行首場簽書會。
Lolly Talk全年4首派台歌曲成績理想，每首均曾登上三大電台流行榜每週十大，其中3首曾於三大電台(合共5次)登上每週冠軍位置。
2023年12月30日，Lolly Talk於《新城勁爆頒獎禮2023》獲頒「勁爆突破組合獎」。 
2024年1月1日，Lolly Talk於香港商業電台《2023年度叱咤樂壇流行榜頒獎典禮》上奪得「叱咤樂壇組合銀獎」，是其所獲得的首個香港流行音樂組合三甲獎項，同時憑《一把火》奪得「專業推介叱咤十大」第五位，寫下多項紀錄：
- 繼Twins（2001、2006及2007）及at17（2002、2004及2008）後，第三隊女子組合榮獲「叱咤樂壇組合銀獎」殊榮，追平塵封15年之紀錄
- 繼at17（2017）後，第二隊女子組合榮獲「專業推介叱咤十大」歌曲獎殊榮

### 2024年後
2024年2月1日推出第七首派台單曲《六度相隔理論》。在3月23日成為新城電台勁爆本地榜第十二週冠軍歌，為連續兩首派台歌奪冠。
2024年4月5日於香港大球場為香港國際七人欖球賽作表演嘉賓。
2024年4月30日推出第八首派台單曲《九千九百九十九個我》，在6月1日成為了香港電台中文歌曲龍虎榜第二十二週冠軍，又於6月22日成為了新城電台勁爆流行榜第二十五週冠軍。
2024年5月20日與廣告商合作推出應援歌曲《my PROMISE》，並於2024至2025年長期於電視及網上廣告內播出。
2024年7月10日推出第九首派台單曲《數到十》，在8月10日成為了香港電台中文歌曲龍虎榜第三十二週冠軍，又於9月14日成為了新城勁爆流行榜第三十七週冠軍。並於7月14日舉行的兩週年粉絲見面會《Lolly Talk 2nd Anniversary Fan Meeting》中宣佈即將推出首張大碟《10+1》，及《Lolly Talk Little Things Concert 2023》Blu-ray影碟。2024年9月30日推出第十首派台單曲《靈魂奇異點》。同日，於中環香港海事博物館舉行首張專輯《10+1》分享會。專輯收錄了Lolly Talk「數字系列」10首歌曲及特別版本，並以《靈魂奇異點》（代表數字0）作為「數字系列」的總結和新開始。
2024年11月17日Lolly Talk主持的電視節目《Lolly Lolly寵物拯救隊》於HOY TV播出，分享照顧寵物的知識。
2024年12月28日，Lolly Talk於《新城勁爆頒獎禮2024》獲頒「勁爆樂隊/組合金獎」。
2025年4月6日，Lolly Talk於《Chill Club 推介榜年度推介24/25》獲樂迷投票選為「Chill Club 年度組合銅獎」。6月2日，Lolly Talk於香港電台《第四十六屆十大中文金曲》蟬聯「最佳樂隊／組合銀獎」，連續兩年獲得此獎項。此獎項代表她們在本年度集齊三台頒獎禮的組合金銀銅獎。憑《數到十》首次奪得「十大中文金曲獎」。
2025年7月，日本最大偶像音樂祭Tokyo Idol Festival 2025宣佈邀請Lolly Talk，將於8月3日三個表演時段登上東京台場兩個TIF特別舞台，是為Lolly Talk首次進軍海外表演。

## 團名
Lolly Talk原本是YouTube頻道的名稱，Lolly取自Lollipop（棒棒糖），青春、甜美，想帶給大家一種甜蜜的感覺，Talk是8位成員的聲音和說話，她們想將自己想表達的事情說出來。而現在作為團體的名稱，Lolly Talk就是標誌著人靚聲甜的女團。

## 成員

### 成員列表
| 姓名     | 暱稱   | 出生日期       | 身高  |
| 現任成員 |        |                |       |
| 曾美欣   | MeiMei | 1992年8月12日  | 156cm |
| 吳倩怡   | Sinnie | 1998年1月2日   | 168cm |
| 劉綺婷   | Yanny  | 1998年9月21日  | 165cm |
| 黃詠霖   | 阿蛋   | 2001年10月11日 | 160cm |
| 鄭芷淇   | Elka   | 2002年10月9日  | 161cm |
| 陳紀澄   | Tania  | 2002年12月20日 | 172cm |
| 黃敏蕎   | 阿妹   | 2004年10月9日  | 172cm |
| 郭曉妍   | 阿Yo   | 2004年12月28日 | 161cm |
| 前任成員 |        |                |       |
| 許軼     | Day    | 2002年6月4日   | 161cm |

### 成員簡介

#### 曾美欣
曾美欣（MeiMei）曾就讀加拿大神召會嘉智中學。在演藝工作外，還持續參與經營個人咖啡網店及個人YouTube頻道。

#### 吳倩怡
吳倩怡（Sinnie）曾就讀於聖保祿中學和香港大學社會科學學士（政治學與法學）及法學士雙學位課程。她同時擔任獨立樂團「晚安莉莉」的主音歌手。她是團歌《8SEC》、《三分甜》、《四方帽之約》、《六度相隔理論》的作曲者，《8SEC》、《二人限定故事》的其中一名填詞者。
2024年，她曾與Young Hysan合唱歌曲《Summer Blues》及參演其歌曲MV女主角。同年，她又參與迪士尼動畫電影《魔海奇緣2》的配音，兼唱電影內多首歌曲。

#### 劉綺婷
劉綺婷（Yanny）曾就讀十八鄉鄉事委員會公益社中學。她從小便學習舞蹈，就讀中學時連續6年也擔當啦啦隊隊長。她擅長爵士放克舞及甩手舞等等比較女性化的舞蹈。她加入組合前是自由工作者，從事舞蹈員、舞蹈導師、演員（曾參演ViuTV電視劇《大叔的愛》）及模特兒等工作。她也經常在Instagram裡發佈不同流行歌曲的舞蹈Cover影片。亦於2022年成立網店銷售時裝產品。
劉綺婷於《全民造星IV》Pre round表演《愛情當入樽》後表示進行啦啦隊演出是為了向評判﹑導師﹑在場參賽者打氣，故其粉絲稱她為「隊長」，而其粉絲是為「隊友」。
她曾參演洪嘉豪歌曲《My Secret Park》MV女主角（2023年）。

#### 黃詠霖
黃詠霖（阿蛋）中學就讀粉嶺宣道會陳朱素華紀念中學，其後畢業於香港知專設計學院。參加《全民造星IV》比賽前曾經參加2017年第六屆 Dance Up 跳舞比賽、Be Good 歌唱比賽及HIP HOP舞大賽及第六屆北動聲識。
《全民造星IV》結束後曾參演男歌手周國賢歌曲《身後身》MV（2022年），因被指容貌與周國賢相似而成為話題。
黃詠霖與「試當真」成員ERN9合唱2024年上映的紀錄片電影《公開試當真》主題曲《5**》。
2024年，參與拍攝ViuTV新劇《翻盤下半場》。2024年12月，推出自家設計品牌PABOYA，售賣親自設計的小卡、服飾及配飾等。

#### 鄭芷淇
鄭芷淇（Elka）曾就讀余振強紀念中學。於2021年參加英皇娛樂舉辦的「冤枉新秀訓練營」網上選秀節目，於Stage 3被淘汰。2022年8月，鄭芷淇推出為文憑試放榜生打氣的歌曲《衝の伴》。

#### 陳紀澄
陳紀澄（Tania）中學畢業於瑪利曼中學，現時就讀於香港理工大學。
2018年起，陳紀澄加入本地舞團Cinq HK，並翻跳多首K-pop舞蹈。2019年參加韓國JTBC電視台舉辦的K-Pop舞蹈比賽節目《Stage K》，於4月9日進行準決賽，於4月28日播出。代表為四強隊伍之一的中國隊比賽，參賽歌曲為TWICE首張韓語正規專輯《Twicetagram》主打歌曲〈Likey〉，最終不敵瑞典隊和泰國隊，排名為第三，無緣晉升決賽。
她是團歌《二人限定故事》的其中一名填詞者。

#### 黃敏蕎
黃敏蕎（阿妹）中學時就讀於播道書院。她也參演了吳倩怡歌曲《失眠時我會呆望窗外等待你的來電》MV（2021年）和網上頻道試當真的幾條劇情短片演出。她擅長的樂器是低音電結他。

#### 郭曉妍
郭曉妍（Ah Yo）曾就讀滬江小學與庇理羅士女子中學。她擅長的樂器包括小提琴、中提琴與古箏。參加《全民造星IV》時年僅16歲，為年紀最小的參賽者，亦是Lolly Talk年紀最小的成員。被其他成員稱為「團寵」。

## 音樂作品

### 唱片/演唱會專輯
| 專輯 # | 專輯名稱                              | 專輯類型   | 廠牌     | 發行日期      | 曲目 |
| ------ | ------------------------------------- | ---------- | -------- | ------------- | --- |
| 1      | 10+1                                  | 大碟       | 天作創意 | 2024年9月30日 | 曲目 1. 靈魂奇異點 2. 一把火 3. 二人限定故事 4. 三分甜 5. 四方帽之約 6. 五種愛的密語 7. 六度相隔理論 8. 七姊妹星團 9. 8SEC 10. 九千九百九十九個我 11. 數到十 12. 四方帽之約（國語版） 13. 七姊妹星團（SUPERNOVA Ver.） |
| 2      | Lolly Talk Little Things Concert 2023 | 演唱會專輯 | 天作創意 | 2025年1月25日 | 曲目 Disk o1 1. 七姊妹星團 2. Idol (アイドル) 3. CityPop 4. @princejoyce 5. Warrior 6. 一把火 7. 熒光 8. 人類群星閃耀時 9. 扮曬巨星 X 萬世巨星 10. 明愛暗戀補習社 / 心急人上 / 不要防曬 / 有事發生 11. 六度相隔理論 Disk o2 1. 二人限定故事 2. 五種愛的密語 3. 凡星 4. 四方帽之約 5. 時空 6. 七姊妹星團 (SUPERNOVA Ver.) 7. 8SEC 8. 三分甜 |

### 單曲
| 推出日期 | 曲目                     | 作曲                                                                | 填詞                    | 編曲                                 | 監製                        | 備註 |
| 2021年   |                          |                                                                     |                         |                                      |                             | |
| 12月25日 | Candy Ball（聖誕特別版） | Iggy／Seo Young Bae                                                 | MayBee／曾懿德          | Chick Chan                           |                             | 出道前翻唱作品 |
| 2022年   |                          |                                                                     |                         |                                      |                             | |
| 4月15日  | 8SEC                     | 吳倩怡                                                              | 吳倩怡／雷暐樂          | Chick Chan                           | Chick Chan                  | 《香港電競超級聯賽第二季》主題曲 沒有派台 |
| 7月11日  | 三分甜                   | 吳倩怡                                                              | 雷暐樂                  | Chick Chan                           | Chick Chan                  | 首支派台作品、組合出道作品 |
| 9月28日  | 五種愛的密語             | Gordon Flanders／Playground                                         | T-Rexx／Gordon Flanders | Gordon Flanders／Playground          | Gordon Flanders／Playground | |
| 2023年   |                          |                                                                     |                         |                                      |                             | |
| 1月19日  | 七姊妹星團               | 周國賢                                                              | 小克                    | Zarahn                               | Goro Wong                   | 另有與周國賢合唱的 SUPERNOVA Ver. |
| 5月22日  | 一把火                   | 雷深如                                                              | 甄敏延／鍾說            | 鄧東成                               | 蘇道哲／Jan Curious         | |
| 7月14日  | Get Set Go!              | 吳倩怡                                                              | 黃偉豪                  | Chick Chan                           | Cheng Man Yee               | 叱咤903節目《強大人Get Set Go!》主題曲 沒有派台 |
| 7月28日  | 四方帽之約               | 吳倩怡                                                              | 小克                    | Goro Wong                            | Goro Wong                   | 正式出道一週年紀念作品，另有由吳倩怡填詞的國語版 |
| 8月1日   | 星戰                     | 張佳添／龔煥榮                                                      | 林夕                    | Pong Law                             | 舒文／古巨基                | 與古巨基、吳保錡、張蔓莎、洪助昇、黎展峯、張進翹、顧定軒、STRAYZ、何佩、劉君冬、黃劍文、張天穎、谷旻、黎啟峰、陳天翺、Michael C、盧華、Triple G、RUMBU合唱，翻唱古巨基舊作 |
| 10月13日 | 二人限定故事             | Antoine Adel Aboulkassimi／Isak Alvedahl／Asa Bjartmarz／Nick Tudor | 陳紀澄／吳倩怡          | Antoine Adel Aboulkassimi／Goro Wong | Goro Wong                   | 演唱會主題曲 |
| 2024年   |                          |                                                                     |                         |                                      |                             | |
| 2月1日   | 六度相隔理論             | 吳倩怡                                                              | 雷暐樂                  | Chick Chan／Goro Wong                | Goro Wong                   | |
| 4月30日  | 九千九百九十九個我       | Y.Siu                                                               | 小克                    | Y.Siu                                | Goro Wong                   | |
| 5月20日  | my PROMISE               | 吳倩怡                                                              | 吳倩怡／雷暐樂          | Chick Chan／Goro Wong                | Goro Wong                   | 邦民應援團應援歌 |
| 7月10日  | 數到十                   | 吳林峰                                                              | 黃偉文                  | Goro Wong                            | Goro Wong                   | 二週年紀念作品 |
| 9月30日  | 靈魂奇異點               | 周國賢                                                              | 小克                    | Zarahn                               | Goro Wong                   | |

### 派台歌曲成績
註：個人名義的各台冠軍歌總數，請參閱成員個人頁面。
| 派台歌曲成績（五台） | 派台歌曲成績（五台） | 派台歌曲成績（五台） | 派台歌曲成績（五台） | 派台歌曲成績（五台） | 派台歌曲成績（五台） | 派台歌曲成績（五台） | 派台歌曲成績（五台）                          |
| -------------------- | -------------------- | -------------------- | -------------------- | -------------------- | -------------------- | -------------------- | --------------------------------------------- |
| 唱片                 | 歌曲                 | 903                  | RTHK                 | 997                  | TVB                  | ViuTV                | 備註                                          |
| 2022年               |                      |                      |                      |                      |                      |                      |                                               |
| 10+1                 | 三分甜               | 15                   | 2                    | 5                    | ×                    | ×                    | 首支派台歌曲                                  |
| 10+1                 | 五種愛的密語         | 2                    | 6                    | 3                    | ×                    | ×                    | 加拿大至 HIT 中文歌曲排行榜（翌年上榜）：5    |
| 2023年               |                      |                      |                      |                      |                      |                      |                                               |
| 10+1                 | 七姊妹星團           | 1                    | 1                    | 1                    | ×                    | ×                    | 首支三台冠軍歌 加拿大至 HIT 中文歌曲排行榜：7 |
| 10+1                 | 一把火               | 1                    | 2                    | 5                    | ×                    | 5                    | 「專業推介叱咤十大」第五位                    |
| 10+1                 | 四方帽之約           | 5                    | 3                    | 4                    | ×                    | -                    | 加拿大至 HIT 中文歌曲排行榜：20               |
| 10+1                 | 二人限定故事         | 10                   | 2                    | 1                    | ×                    | -                    |                                               |
| 2024年               |                      |                      |                      |                      |                      |                      |                                               |
| 10+1                 | 六度相隔理論         | 11                   | 3                    | 1                    | ×                    | -                    |                                               |
| 10+1                 | 九千九百九十九個我   | 6                    | 1                    | 1                    | ×                    | -                    |                                               |
| 10+1                 | 數到十               | 3                    | 1                    | 1                    | ×                    | -                    | 十大中文金曲獎                                |
| 10+1                 | 靈魂奇異點           | 4                    | 2                    | 2                    | ×                    | 4                    | 跨年上榜（ViuTV）                             |

| 各台冠軍歌總數（五台） | 各台冠軍歌總數（五台） | 各台冠軍歌總數（五台） | 各台冠軍歌總數（五台） | 各台冠軍歌總數（五台） | 各台冠軍歌總數（五台） |
| ---------------------- | ---------------------- | ---------------------- | ---------------------- | ---------------------- | ---------------------- |
| 903                    | RTHK                   | 997                    | TVB                    | ViuTV                  | 備註                   |
| 2                      | 3                      | 5                      | 0                      | 0                      | 五台冠軍歌總數：0      |

- （*）上榜中
- （-）未能上榜
- （×）沒有派往該台

## 演出作品
註：個人名義作品，請參閱成員個人頁面或段落。

### 電視節目（HOY TV）
2024年
- Lolly Lolly寵物拯救隊[22]

### 廣播劇
2022年
- 二人限聚之八人密語（叱咤903，歌曲《五種愛的密語》衍生廣播劇，劇情仿傚2015年美國電影《玩轉腦朋友》，成員分別聲演主角腦中八種擬人化情感）

### MV
2021年
- Lolly Talk（阿蛋、Ah Yo、MeiMei、Tania、Elka、Day）《Candy Ball》
- Lolly Talk（Sinnie、Yanny）《Candy Ball 聖誕特別版》

2022年
- 光頭幫TomFatKi x Billy Choi《聖誕假 Christmas Holiday》

2023年
- 古巨基+ New Generation《星戰》

## 演唱會／音樂會／音樂劇／活動
此處只列出最少有2位或以上成員參與的演出或活動︰
| 日期                | 名稱                                                | 場地                                  | 備註                                                                                           |
| 2022年              |                                                     |                                       |                                                                                                |
| 7月31日             | 花漾女生音樂祭                                      | 麥花臣場館                            |                                                                                                |
| 8月6日              | NFT ART BATTLE x MUSIC SHOW                         | The FOREST                            |                                                                                                |
| 8月12日             | 852FES Awaken Festival 覺醒文化                     | 亞洲國際博覽館                        | [ 註 1 ]                                                                                       |
| 8月14日             | Summer Blossom 女生音樂祭                           | 九龍灣國際展貿中心music zone          | [ 註 1 ]                                                                                       |
| 8月15日             | SJC Internal Talent Quest 2022 Finals               | 聖若瑟書院                            | [ 註 1 ]                                                                                       |
| 10月1日             | TONE Music Festival 未來音樂祭 2022                 | 亞洲國際博覽館Arena                   |                                                                                                |
| 10月4日             | Restpiration 2022音樂會                             | 麥花臣場館                            |                                                                                                |
| 11月4日             | UC66 花樣聯華                                       | 香港中文大學 聯合書院                 |                                                                                                |
| 11月5日             | 戲聯萬千UC66千人宴                                  | 香港中文大學 聯合書院                 |                                                                                                |
| 12月11日            | UNIK ASIA Festival 戶外國際音樂節 2022              | 中環海濱活動空間                      |                                                                                                |
| 12月25日            | 東薈城FUN享甜蜜音樂會                               | 東薈城名店倉                          |                                                                                                |
| 12月27日            | 光頭幫聖誕聯歡會 校園篇                             | 麥花臣場館                            | 嘉賓（）                                                                                       |
| 12月31日            | 燃點音樂新勢力 MUSIK11: Winter Sparks               | K11露天廣場                           |                                                                                                |
| 2023年              |                                                     |                                       |                                                                                                |
| 4月9日              | Pre-Jam Fest! 演唱會                                | 龍堡國際胡應湘宴會廳                  |                                                                                                |
| 4月30日             | Space Music Festival 2023                           | 西九文化區竹翠公園                    | [ 45 ]                                                                                         |
| 5月27日             | AIA MDRT WITH HIM 狂熱音樂祭                        | 亞洲國際博覽館Arena                   | 嘉賓                                                                                           |
| 7月8日              | 樂聚維港嘉年華2023 維港水上音樂會                   | 灣仔水上運動及康樂主題區              |                                                                                                |
| 8月5日              | 西加航空候機直播室                                  | 香港國際機場                          |                                                                                                |
| 8月13日             | 置富 Malls 20 周年『置』HAPPY生日派對               | 紅磡置富都會                          |                                                                                                |
| 8月19日             | 拉闊音樂會DJ / MC                                   | 亞洲國際博覽館Arena                   | 嘉賓                                                                                           |
| 8月25日             | 展翅青見超新星2023                                  | 伊利沙伯體育館                        |                                                                                                |
| 9月9日              | TrendyToo SPLASH! 跨感官水上音樂會                  | 香港海洋公園水上樂園                  |                                                                                                |
| 10月1日             | TONE Music Festival 未來音樂祭 2023                 | 亞洲國際博覽館Arena                   | 與周國賢合作                                                                                   |
| 11月28日—29日       | Lolly Talk Little Things Concert 2023               | 九龍灣國際展貿中心Star Hall           | 首個專場演唱會 第一場嘉賓：Finally、Tyson Yoshi、周國賢 第二場嘉賓：Day@Collar、陳凱詠、周國賢 |
| 12月1日             | 海濱聖誕神奇鐵路之旅亮燈儀式                        | 灣仔海濱長廊                          |                                                                                                |
| 12月10日            | 一點粉紅 Pink Dot HK                                | 西九文化區藝術公園                    |                                                                                                |
| 12月21日            | 圍方聖誕晚間音樂會                                  | 圍方                                  |                                                                                                |
| 12月23日            | 香港冬日美食節2023                                  | 香港會議展覽中心                      |                                                                                                |
| 2024年              |                                                     |                                       |                                                                                                |
| 3月2日              | Eclipse Plus 音樂x手作巿集                          | 新都城                                |                                                                                                |
| 3月10日             | 球動全城3x3邀請賽                                   | 麥花臣遊樂場                          | [ 註 3 ]                                                                                       |
| 3月17日             | 喇沙社區服務日                                      | 喇沙書院                              |                                                                                                |
| 3月28日             | 排球少年!!期間限定店開幕禮                          | 又一城                                | 只有Sinnie、阿妹、阿蛋及阿Yo參與                                                               |
| 3月30日             | 2024 DANCE BEAT Showcase                            | 柴灣Y Theatre                         |                                                                                                |
| 4月5日              | 香港七人欖球賽2024                                  | 香港大球場                            |                                                                                                |
| 5月5日              | Lolly Talk 暗黑星團任務：追擊！九千九百九十九個我！ | 九龍                                  | City Hunt活動                                                                                  |
| 5月18日             | G-SHOCK 將軍澳旗艦店開幕禮                          | PopCorn                               |                                                                                                |
| 6月2日              | Waterbomb 2024 Hong Kong                            | AXA x WONDERLAND 西九文化區           |                                                                                                |
| 6月10日             | 去衝吧！邦民應援團快閃互動企劃！                    | 香港文化中心                          |                                                                                                |
| 6月22日             | 澳門新濠影匯水上樂園WAVEFEST                        | 澳門新濠影匯水上樂園 - 盛會庭園       | 首次離港表演                                                                                   |
| 6月29日             | 《TheNextwave XX24》沙灘音樂節                      | 愉景灣大白灣沙灘                      |                                                                                                |
| 7月8日              | 愛心滿東華啟動禮                                    | 新港城中心                            |                                                                                                |
| 7月13日             | INFINIT∞N - 青年同行打氣日 打氣音樂會               | 香港紅十字會總部大樓                  |                                                                                                |
| 7月14日             | 兩週年粉絲見面會                                    | 香港W酒店                             |                                                                                                |
| 7月20日             | 試當真5**謝票場                                     |                                       | 只有Sinnie及阿蛋參與                                                                           |
| 7月27日             | 齊撐港隊直播狂歡派對                                | 新都城中心                            |                                                                                                |
| 8月15日             | 2024世界棍網球女子U20錦標賽 開幕典禮                | 旺角大球場                            | 表演嘉賓                                                                                       |
| 8月25日             | Splash夏水樂                                        | 灣仔海濱長廊                          | 現場表演及落場參與水上遊戲                                                                     |
| 8月27日             | 《打MeiYo》拳賽                                     | 西沙Go Park                           | Mei Mei及阿Yo上擂台認真對打                                                                    |
| 9月7日              | 「愛心滿東華」慈善晚會                              | 灣仔香港會議展覽中心舊翼              |                                                                                                |
| 9月21-22日、24-29日 | 音樂劇《重拾：10分鐘》                              | 香港藝術中心壽臣劇院                  | 只有Sinnie、Elka、阿妹 參與演出                                                                |
| 9月30日             | KK搶先廳：LOLLY TALK《10+1》新碟分享會              | 香港海事博物館 - 專題展覽及文化活動廳 |                                                                                                |
| 10月4日             | 一粥麵 x 李錦記 火力全開！鮑魚煲仔飯千人挑戰！      | 樂富廣場                              |                                                                                                |
| 10月15日            | 紅十字會<<在乎你我他>>互動展覽                      | 荃新天地                              | 只有Sinnie及Yanny參與                                                                          |
| 10月20日            | MOSTown x LollyTalk《10+1》簽唱會                   | 新港城中心                            |                                                                                                |
| 11月23日            | 903 AllStar 籃球賽                                  | 亞洲國際博覽館                        | 擔任半場表演嘉賓及落場參與籃球賽                                                               |
| 11月28日            | 新城唱好海洋公園音樂會 24'新人氣感謝祭              | 海洋公園                              | Sinnie、阿蛋、Elka及Tania擔任客席主持                                                          |
| 12月1日             | IKEA 簽「碟」會featuring. Lolly Talk                | Megabox                               |                                                                                                |
| 12月9日             | 我在校園狂歌亂舞                                    | 香港浸會大學附屬學校王錦輝中小學      |                                                                                                |
| 12月15日            | MTR 四十五週年演唱會 2024                           | 亞洲國際博覽館                        | 同場表演有張敬軒及Dear Jane                                                                    |
| 12月25日            | Jingle Dreams : 聖誕玩「樂」舞台秀                  | YOHO MIX 地下戶外廣場 Mix Hall        |                                                                                                |
| 2025年              |                                                     |                                       |                                                                                                |
| 2月21日             | 「Magic Hour Live House」免費戶外音樂會             | 中港城海豚池平台花園                  |                                                                                                |
| 3月2日              | 第三屆紅十字會定向挑戰啟動禮                        | 觀塘apm                               |                                                                                                |
| 3月8日              | 西沙GO PARK GO Pop! 音樂盛宴                        | 西沙Go Park                           |                                                                                                |
| 3月16日             | The Singleton Just Sing. Live in Wonderland.        | 西九文化區竹翠公園                    |                                                                                                |
| 4月19日             | The Southside Paw-ty 貓狗主題市集                   | The Southside                         | 只有阿蛋及Tania參與                                                                            |
| 5月1日              | 「Love in the Sky」無人機匯演                       | 屯門黃金海岸                          |                                                                                                |
| 6月21日             | 「迪士尼公主仲夏花園」揭幕禮                        | 新都城中心 2 期                       |                                                                                                |
| 7月5日              | "FRATENITY" CSK 55th Anniversary Variety Show       | 陳瑞祺(喇沙)書院                      |                                                                                                |
| 8月3日              | Tokyo Idol Festival (Day 3)                         | Zepp DiverCity (TOKYO)                | 三節表演時間 首次前往日本參加音樂節                                                            |

## 書籍

### 相集
| 日期       | 名稱       |
| ---------- | ---------- |
| 2023年11月 | Lollytopia |

## 獎項
| 年份   | 頒獎單位                       | 獎項               | 作品       | 結果   |
| 2022年 | 2022年度叱咤樂壇流行榜頒獎典禮 | 生力軍組合         | 不適用     | 銀獎   |
| 2022年 | 新城勁爆頒獎禮2022             | 勁爆新人           | 不適用     | 獲獎   |
| 2023年 | 廣播九十五周年十大中文金曲     | 最有前途女新人獎   | 不適用     | 優異獎 |
| 2023年 | 新城勁爆頒獎禮2023             | 勁爆突破組合       | 不適用     | 獲獎   |
| 2023年 | 2023年度叱咤樂壇流行榜頒獎典禮 | 專業推介叱咤十大   | 《一把火》 | 第五位 |
| 2023年 | 2023年度叱咤樂壇流行榜頒獎典禮 | 叱咤樂壇組合       | 不適用     | 銀獎   |
| 2024年 | 第四十五屆十大中文金曲         | 最佳進步獎         | 不適用     | 金獎   |
| 2024年 | 第四十五屆十大中文金曲         | 最佳樂隊／組合獎   | 不適用     | 銀獎   |
| 2024年 | 新城勁爆頒獎禮2024             | 勁爆樂隊/組合      | 不適用     | 金獎   |
| 2025年 | Chill Club 推介榜年度推介24/25 | Chill Club年度組合 | 不適用     | 銅獎   |
| 2025年 | 第四十六屆十大中文金曲         | 最佳樂隊／組合獎   | 不適用     | 銀獎   |
| 2025年 | 第四十六屆十大中文金曲         | 十大中文金曲獎     | 《數到十》 | 獲獎   |

## 外部連結
| 團體 - Lolly Talk的Instagram帳戶 - Lolly Talk的Facebook專頁 - YouTube上的Lolly Talk頻道 | 成員 - 曾美欣的官方Instagram - 吳倩怡的官方Instagram （页面存档备份，存于） - 劉綺婷的官方Instagram - 黃詠霖的官方Instagram - 鄭芷淇的官方Instagram （页面存档备份，存于） - 陳紀澄的官方Instagram - 黃敏蕎的官方Instagram （页面存档备份，存于） - 郭曉妍的官方Instagram |